# 诺亚控股
諾亞控股有限公司（：NOAH；港交所：6686），简称諾亞控股或诺亚财富，是中华人民共和国的一家金融服务公司。该公司于2005年由汪静波创立，在开曼群岛注册，总部位于上海，主营业务为財富管理和資產管理，向客户提供投資產品及服務。其资产端产品的运营管理和销售由旗下资产管理平台歌斐资产负责。诺亚控股在中国内地的75個城市，以及香港、台灣、美國紐約、矽谷及新加坡經營業務。
2022年，诺亚财富成功在香港交易所二次上市，成为首家实现港股美股两地上市的中国独立财富管理机构。诺亚财富的主要业务分为三大部分：财富管理、资产管理、其他业务等。截至2022年三季度，公司已在中国大陆76个城市开设分支机构，并已进驻中国香港、中国台湾，美国硅谷、纽约，新加坡等国家和地区，自上市以来累计配置资产规模超9,000亿元人民币。

## 历史
2003年，湘财证券成立私人银行部，具体工作由汪静波负责。2005年，由于湘财证券亏损严重，汪静波所在的私人银行部被裁撤，之后携团队自立门户，在上海创立诺亚财富。公司最初的总部设在浦东陆家嘴一间仅100多平方米的小办公室内。而创始人汪静波的丈夫谭文清曾任原北京证券投资银行部总经理，后加盟湘财证券，期间与汪静波结识。谭文清同时担任诺亚财富首席客户体验官职务。
2007年5月，诺亚财富获得了红杉资本的战略投资。自2007年至2010年，诺亚PE基金的产品销售比重从2%上升至40%。
2008年7月13 日，诺亚荣耀保险经纪公司成立。
2010年初，诺亚财富创立资产管理平台歌斐资产，负责经营管理自营资产端产品。歌斐资产在创立四年的时间内，私募股权母基金板块的业务规模达到80亿元，参与投资了40多个子基金。同年11月10日，诺亚财富在纽约证券交易所上市。
2012年1月，诺亚财富在香港设立的分支机构“诺亚香港”取得香港證監會第1（证券交易）、4（就证券提供意见）、9（提供资产管理）类牌照:157。2月，诺亚香港开业，开始布局海外市场。集团旗下成员企业诺亚正行获得中国证监会“基金销售”牌照，并获准可以在17个城市设立18 个分支机构。此后诺亚财富在世界各地开设分支机构，负责海外投资业务。
2014年，公司陆续推出多项新业务：诺亚易捷“员工宝”、以诺教育、方舟信托，并取得香港保险经纪牌照。同年2月21日，上海诺亚公益基金会注册成立。
2017年3月，诺亚在美国硅谷成立分支机构。
2018年，诺亚控股集团被纳入MSCI中国指数与海外中国标准指数。
2019年，诺亚新加坡办事处设立。
2020年，诺亚及歌斐成为联合国“负责任投资原则”（PRI）签署方。
2021年，诺亚完成非标资产全面清退，转型为标准化产品体系。
2022年7月13日，诺亚控股在香港交易所挂牌上市，成为首家实现港股美股两地上市的中国独立财富管理机构，也是中概股公司中第23个港股美股两地上市的公司。此次上市募资净额为2.7亿港元，但诺亚首席财务官潘青表示“上市不是以募资为目的，更多的是一个战略性的布局”。
2023年5月18日，诺亚控股总部“诺亚财富中心”在上海虹桥启用，总建筑面积达72,000平方米。品牌标识沿用了原象征“斯特拉迪瓦里琴琴头”的设计。

## 业务
诺亚控股是一家总部位于中国的综合性財富管理服务提供商，根据弗若斯特沙利文数据，以2021年总收入计，诺亚是中国第八大财富管理服务提供商、最大的独立财富管理机构（市场份额3.7%）:181。
公司的主营业务分为财富管理和资产管理两大板块，另设有教育与科技类辅助业务。

### 财富管理业务
诺亚向客户提供的主要产品包括：公募基金、私募证券基金及其他定制化产品。其财富管理收入主要来自交易募集费、管理费（基于基金认缴金额或资产公允价值）、以及业绩报酬分成。
该板块主要由诺亚正行负责执行，持有中国证监会颁发的基金销售牌照。2020年10月起，诺亚正行的销售范围限于公募及私募证券基金，私募股权产品的销售改由歌斐资产下属直销团队负责:210。
根据招股书资料显示，截至2021年，诺亚财富注册客户总数为41万人:183，活跃客户4万人:194。公司同时为客户设计等级制度，按其资产存续金额划分为“象牙、金卡、白金、钻石卡、黑卡”等层级。在服务结构方面，诺亚设有“诺亚铁三角”体系，即为每位客户配备客户关系代表（或理财师）、解决方案代表与执行代表:209。

### 资产管理业务
资产管理平台“歌斐资产”（Gopher Asset Management）自2010年成立以来，主要通过FoF（基金中的基金）、专项基金、S基金等形式为客户配置私募股权、公开市场、房地产及多策略投资产品，也提供被投企业投资计划。截至2021年，歌斐共投资逾7,000家公司，其中超过170家发展为独角兽公司、400余家公司实现上市:181。

### 数字平台与延伸业务
诺亚开发了“微诺亚”移动应用，用于线上基金投资服务，并配套“微笑基金”“iNoah”等工具，分别支持境内与境外公募基金投资:212。
此外，公司开展延伸业务：
- “以诺教育”提供面向高净值人群的家庭与投资教育服务[22]。
- “叮诺科技”则主要服务于内部系统搭建与投资顾问系统开发。
- 2014年推出的“员工宝”定位为白领客户的私人银行产品[23]。

## 奖项
诺亚控股曾先后获得过《亞洲銀行家》評選的“中國最佳獨立財富管理機構”及《亞洲私人銀行家》評選的“中國最佳財富管理機構”等奖项。《財資》評選的“中國整體最佳精品財富管理機構”；《证券时报》评选的2014中国最佳第三方理财机构；胡润百富发布的2015年最受青睐的独立财富管理机构；旗下歌斐资产曾获得过全球FoF協會評選的2020年及2021年全球最佳S基金20強；HFM AsiaHedge評選的2021年最佳對沖母基金；《中國證券報》頒發的2020年海外私募金牛獎等奖项:184；2022年获得由《财联社》颁发的“致远奖”与“ESG先锋奖”。国家工信部企业社会责任报告最高AAA评级。

## 社会公益

### 基金会与运营情况
2014年2月21日，上海诺亚公益基金会正式在上海市民政局注册成立，注册资本为人民币400万元，由诺亚控股发起设立。截止至2024年2月，累计向社会捐赠善款超过人民币6600万元，其中诺亚控股拨款达3327万元。
在《中基透明指数FTI2023》报告中，上海诺亚公益基金会以100分满分成绩，与其他大型基金会并列全国第一。

### 心灵公益项目
2014年起，基金会设立“诺亚Care心灵公益”项目，举办系列心灵成长课程，帮助参与者探索内心与自我。

### 星星港湾自闭症关爱项目
自2015年起，基金会设立“星星港湾”自闭症专项公益项目，覆盖上海、北京、南京、武汉、长沙、南昌、福州、绍兴、青岛、合肥等多个城市。截至2024年2月，累计支持10余家自闭症康复机构，资助金额超过人民币500万元，受益群体超过10万人次，带动超500万人次关注自闭症议题。

### 乡村振兴与扶贫项目
基金会参与“163百万公益行动”，开展乡村振兴项目，聚焦青海果洛、南疆于田、贵州丹寨、西藏日喀则等地的教育、经济帮扶项目。截至2024年，乡村振兴累计捐赠善款超过人民币780万元。

### 2019冠状病毒疫情防控
2020年1月25日，基金会向武汉市慈善总会捐赠人民币100万元；2月5日，又定向采购1万只N95口罩，捐赠给湖北随州、安陆、宜昌三地医院，总金额人民币30万元（其中22.5万元来自募捐，7.5万元由诺亚补捐）。
2020年全年，基金会共募集善款3,555,562.49元，支出善款3,539,796.00元；此外还推出心灵公益抗疫直播课程5期、读书战疫课4期。

### 应急救灾援助
2021年7月，河南多地发生严重水灾，诺亚通过上海慈善基金会捐赠人民币100万元用于防汛救灾及重建工作。
2021年10月，山西暴雨引发滑坡等地质灾害，诺亚捐赠人民币100万元支援晋中、吕梁、临汾等地区。
2023年8月，诺亚携手壹基金驰援黑龙江五常，向灾区配送1,640套棉被（价值198,900元）。

## 争议事件

### 旗下基金产品暴雷
自2014年至今，诺亚财富旗下基金产品多次出现无法兑付投资人利息（暴雷）事件。2014年8月，由万家共赢资产管理公司发行，诺亚财富支持募集的万家共赢景泰基金被爆出基金管理人景泰管理公司蓄意诈骗，擅自挪用通过诺亚募集存放在托管银行的巨额资金。事发后，诺亚财富报警立案。2017年初，上海市高级人民法院终审判决，两名主导者深圳吾思基金负责人李志刚，云南楚雄地产开发商李锐锋因合同诈骗罪，分别被判处无期徒刑、处罚金500万元和10年有期徒刑、处罚金300万元。该产品曾被诺亚财富官方宣称“诺亚最安全ABS”。此案也被业内认为是2014年数起基金子公司风险事件中性质最恶劣、后果最严重的一起，导致针对券商基金通道类业务的监管收紧。而诺亚财富则表示，景泰事件在万家共赢和公司的共同努力下已经得到妥善解决。
2016年3月，乐视网子公司乐视流媒体与鑫根资本设立乐视并购基金，诺亚财富旗下歌斐资产已认购优先级23亿元。由于乐视股价下跌和濒临退市，该部分的资金已全盘亏损。
此外歌斐资产负责管理的其他基金产品也出现了暴雷，涉及公司或基金产品包括悦榕基金、新三板基金、新城控股、天神娱乐、誉衡药业、永宣基金、斗鱼等。2017年至2019年，诺亚财富实现了悦榕基金、永宣资源系列基金的净值退出。

#### 辉山乳业事件
2016年12月，辉山乳业被做空机构浑水，质疑财务造假。翌年3月，辉山乳业爆发债务风波，金融机构核查其资不抵债。诺亚财富旗下的歌斐资产涉及辉山乳业的债权达5.479亿元，涉及歌斐资产销售的两只基金，共有225位投资人受到损失。此后，歌斐资产向法院申请强制令，冻结辉山乳业及辉山集团实际控制人杨凯、其夫人和Champ Harvest Limited在香港的资产，以协助歌斐资产在上海向其提起的法律诉讼。但法庭文件显示，冻结资产的申请被拒绝。此次事件引起投资人不满，部分投资人调查发现，诺亚财富在筛选投资标的时存在违规情形，因此相关投资人进行维权，要求诺亚财富偿还投资款及收益，更有投资人向证券监管部门投诉相关问题。
事发后，诺亚财富表示，公司采取诉讼和保全等司法措施，代表基金和投资人主张权益。2017年12月4日，辉山乳业破产重组进入司法程序，诺亚财富参与并推动破产重整进程，于2018年2月27日完成基金债权申报工作。而后在2018年7月31日，江苏证监局对歌斐资产出具警示函，指其在两只以辉山乳业产品为基础资产的基金中，将“借款债权”包装为“应收账款债权”，未履行诚实信用义务、未履行谨慎勤勉义务。在江苏证监局作出行政措施之前，歌斐资产曾向江苏证监局出具了一份关于歌斐创世优选一二号基金“应收账款债权”的说明，向江苏证监局详细解释了披露为“应收账款债权”的原由，但江苏证监局依然在监管文件中判定歌斐资产明知借款债权却披露为应收款债权。警示函发出后，歌斐资产向中国证监会提起行政复议，不过此后申请撤销行政复议。诺亚财富对此表示，警示批评的原因是“操作瑕疵”。相关材料的笔误并未影响内部对于项目的决策判断，也未影响投资人对风险等级的判断。对此问题，公司已经进行监管汇报与内部整改。
随着投资人和诺亚财富方面矛盾激化，该次事件也衍生出“照片门”事件。2018年11月23日，诺亚财富在云南丽江召开钻石年会。会议期间，会场内屏幕出现了未做技术处理的投资人维权活动现场照片。而投资人韩庆国外貌轮廓清晰的照片被单独展示，并附有微信聊天内容。韩庆国对此表示诺亚财富是在捏造事实，涉嫌侵犯肖像权和诽谤，决定向公安机关报案，并向居住地江苏省泰兴市法院提起民事诉讼，要求判令诺亚财富赔礼道歉，澄清事实，赔偿原告相应损失并承担诉讼费用。除民事诉讼外，韩庆国还在上海浦东新区人民法院提起刑事自诉，同时在侵权行为发生地丽江公安报案。

#### 承兴案
2019年7月5日，博信股份公告称，公司实际控制人兼董事长罗静，董事兼财务总监姜绍阳分别于6月20日、6月25日被上海市公安局杨浦分局刑事拘留。7月8日，诺亚财富公告称，歌斐资产发行的产品为承兴国际控股相关公司提供供应链融资（應收賬款），总金额为34亿元人民币，共有818名客户受到影响。承兴国际控股实际控制人罗静，因涉嫌欺诈活动被中国警方刑事拘留:225-226。这一案件被称为“承兴案”或“承兴事件”。根据投资者披露的“承兴案”刑事判决书显示，2015年2月至2019年6月期间，承兴控股及相关公司通过虚构与苏宁、京东的供应链贸易，并以此为底层资产融资，骗取湘财证券、摩山保理、上海歌斐、云南信托、安徽众信等机构300余亿元资金，并最终造成80余亿元损失。该次判决也认定，京东、苏宁等公司及员工对承兴系诈骗行为均不知情，相关文件均系伪造。此外，诺亚融资工作人员方建华收受“承兴系”贿赂200余万元，在业务对接、回访尽调等方面为承兴公司造假提供了便利。方建华于2019年6月21日主动向上海市公安局杨浦分局投案自首，当日即因涉嫌合同诈骗被刑事拘留，后因涉嫌犯非国家工作人员受贿罪于同年7月26日被逮捕。同年7月，方建华通过其朋友向上海市公安局杨浦分局退出赃款，共计人民币141万元。法院审理期间，方建华退出全部赃款。2021年3月，上海市杨浦区人民法院一审裁定，方建华犯非国家工作人员受贿罪，判处其有期徒刑3年，罚金人民币10万元，退出、扣押的赃款予以没收。
7月8日晚，诺亚财富董事局主席汪静波发布内部信称，与承兴相关的基金确实发生了风险，歌斐作为管理人以最快的行动，切实维护投资者的利益。诺亚财富表示，发现该项目风险因素后，立即启动了对存续期内其它产品的深度排查。汪静波在内部信中又说，诺亚财富是“一个非常健康的公司，每一个基金的资产都是相互隔离的，不会发生连锁反应和系统性的风险”。汪静波又表示，相较景泰事件，公司的综合实力“有了很大的进步”，“有更多可以投入的资源来处置风险事件”。
2020年8月24日，上海市人民检察院第二分院以涉嫌合同诈骗罪、对非国家工作人员行贿罪对承兴系实际控制人罗静、资金部总监罗岚提起公诉；以涉嫌合同诈骗罪对“承兴系”公司运营一部经理梁志斌等8名被告人提起公诉，该案系上海检察机关办理的涉案金额最大的合同诈骗案。翌日，诺亚财富提出“承兴案”的和解方案，对接受和解要约的投资者，将授予投资者一定数量的诺亚财富股票，接受者免除诺亚及所有关联实体及个人和承兴产品有关的任何索赔。此方案也开创了金融理财机构“以股兑雷”的先例。截至2021年12月31日，818名受影響客戶中的595名已接受和解要約:228。
2022年11月1日，上海市第二中级人民法院作出一审判决，认定罗静因犯合同诈骗罪、对非国家工作人员行贿罪被判无期徒刑，剥夺政治权利终身，并处罚金人民币2010万元。同案被认定构成犯罪的还包括了罗静的妹妹罗岚等十余人。
2023年11月24日，歌斐资产和上海自言对承兴、京东、苏州晟隽等提起的保理合同纠纷诉讼，于当日在上海金融法院开庭审理。该案此前案由为保理合同纠纷，后原告方诺亚改以侵权责任纠纷为由起诉，要求京东等公司连带承担其在“承兴系”刑事案件中被认定的全部损失35亿余元。一些网传说法指出，歌斐资产起诉京东“毫无意义，是在推卸赔偿责任”。11月28日，歌斐资产表示，有关言论“严重失实”，“严重侵犯公司名誉权并误导投资人和公众”。12月4日，京东集团在“京东发言人”官微发布声明称，称此案令京东的声誉和权益遭受重大损失。声明说，歌斐资产的诈骗行为持续近两年，说明尽调工作出现明显缺陷、投融资管理出现巨大漏洞，高管方建华接受承兴巨额贿赂，导致投资人受到重大损失，对投资人没有尽到相应责任和义务。声明强调，诺亚财富及歌斐资产恶意对第三方京东发起高额诉讼，“企图混淆视听，继续误导投资人和广大公众，推卸和转嫁责任”。而歌斐资产在官微发布声明称“对京东集团突然发出该份情绪激烈的声明表示不解”，并呼吁“京东集团可以将自己‘100%躺枪’的具体证据以合法合规的方式递呈法院”。歌斐资产又在声明中说“诺亚财富近年来先后发生十余起类似事件”等描述“严重失实”，认为已侵犯歌斐资产名誉，将采取法律行动。
2024年5月，上海金融法院披露承兴案的一审判决。根据判决书，法院判令承兴向上海歌斐支付承兴应收账款的未偿还金额人民币34亿元，上海歌斐产生的相关法律费用及开支人民币360万元，承兴向自言租赁支付应收账款回购款8500万元。承兴还被判令承担上海金融法院产生的费用及开支人民币1710万元。惟上海歌斐、自言租赁对京东的诉讼请求，由于缺乏依据，法院不予支持。

### 遭香港监管部门处罚
2018年5月，香港证监会发布消息称，诺亚香港因在销售及分销投资产品方面的内部系统和监控缺失，遭香港证监会谴责并罚款500万港元。香港证监会的通报显示，2016年4月，香港证监会对诺亚香港的业务活动进行视察，发现诺亚香港在2014年1月至2016年6月期间的风险概况问卷中，在某些范畴不够完善；而诺亚香港在为某些产品编配风险评级时，没有确保已充分考虑这些投资产品的特点及风险；诺亚香港在风险概况问卷及产品风险评级架构方面的缺失，导致其对客户出售可能不合适的投资产品。另外，诺亚香港在2016年3月前既没有要求其销售人员以文件写明投资意见或建议的意见，也没有要求他们向客户提供有关资料的副本，而诺亚香港并未制定足够的监督及监控机制，以监察投资产品的销售情况。香港证监会又说，事发后，诺亚香港已委聘独立检讨机构，回应香港证监会的监管关注并检讨其内部系统与监控措施；同时同意向受影响客户作出补偿，并采取了补救行动。

### 硅谷银行倒闭事件
2023年3月，硅谷银行破产危机爆发引致倒闭，诺亚控股也受波及。3月12日，诺亚控股公告称，公司在硅谷银行拥有的现金及现金等价物少于100万美元，占其现金及现金等价物总额0.2%以下，因此认为其因SVB接管程序而面临的任何流动资金风险对公司的业务运营或财务状况而言并不重大。此外，公司在其资产管理业务下担任若干在SVB开户的投资基金的普通合伙人或基金管理人，并已采取必要措施防止或尽量降低SVB接管程序对该等基金的潜在影响。